# Ешкан школа
Ешкан школа (енглески Ashcan School, школа већих посуда за смеће) био је уметнички покрет у Сједињеним Америчким Државама током касног 19. и почетком 20. века који је производио радове који приказују сцене свакодневног живота у Њујорку, често у сиромашним деловима града. Била је група америчких сликара која је 1908. излагала своја дела најпре под називом „Осморица“. Ова група основала је самостални, амерички правац уметности из којег се касније развила American Scene. Најзначајнији представници ове школе били су: Роберт Хенри, Артур Б. Дејвис, Ернест Ловсон, Вилијам Глекенс. 

## Настанак и развој
Ешканска школа није била организовани покрет. уметници који су радили у овом стилу нису издавали манифесте, нити су себе видели као јединствену групу са идентичким намерама или циљевима у каријери. неки од уметника су били политички оријентисани, а други аполитични. Њихово јединство састојало се од жеље да кажу одређене истине о граду и модреном животу за које су сматрали да су игнорисано загушљивим утицајем племените традиције у визуелним уметностима. Роберт Хенри, на неки начин духовни отац ове школе, „желео је да уметност буде сродна новинарству... желео је да боја буде стварна као благо, као снег, који су се смрзавали на Бродвеју у зими.” Постицао је своје млађе пријатеље у ученике да сликају у снажном, непустаном, нељубаном духу свог омиљеног песника, Волта Витмена, и да се не плаше да увреде савремени укус. Веровао је да ће урбана средина радничке и средње класе пружити бољи материјал за модерне сликаре од собе и салона. Пошто је био у Паризу и дивио се делима Едуара Манеа, Хенри је такође постицао своје ученика да „сликају свакодневни свет у Америци баш као што је то урађено у Француској.”
Назив ове школе је безобрана референца на друге „школе уметности”. Њено порекло је у притужби која се налаи у публикацији под називом The Masses у којој се наводи да је било превише „слика пепеља и девојака које везују сукње у улици Хоратио”. Та посебна референца је објављена је у The Masses у тренутку када су уметници радили заједно око 8 година. Били су забављени референцом и име се ззадржало. Школа је такође била позната као „Апостол ружноће”. Термин Ешканска школа првобитно је примљен у подсмех. Школа није толико поната по иновацијама у техници, већ више по свом предмет. Уобичајене теме биле су проститутке и сирочићи. Рад Ешканских сликара препустио им је таквим документарним фотографима као што су Џејкоб Риис и Левис В. Хине. Неколико сликара из школе произашло је из области штампаних публикација у време пре фотографија заменила ручно цртане илустрација у новинама.